# Караульный пост 506
«Караульный пост 506» (кор. GP506) — южнокорейский фильм ужасов 2008 года, снятый режиссёром Кон Су Чханом.

## Сюжет
2007 год. Демилитаризованная зона (Корея). После странного происшествия с убийством военнослужащих, случившегося на «караульном посту 506» военное командование поручает сержанту-майору Но Сон Гю за короткое время провести расследование и разобраться в произошедшем. Сержант-майор Но Сон Гю проходит по цепочке всех происходивших событий и обнаруживает, что караульный пост и все находящиеся на нём военнослужащие заражены неизвестным вирусом, который превращает людей в живых мертвецов. Для того чтобы остановить распространение инфекции за пределы объекта, караульный пост и его обитатели должны быть уничтожены…

## В ролях
| Актёр         | Роль                                       |
| ------------- | ------------------------------------------ |
| Чхон Хо Джин  | сержант-майор Но Сон Гю                    |
| Ли Ён Хун     | капрал Кан Чжин Вон                        |
| Ким Бён Чхоль | сержант Юн                                 |
| Сон Бён Хо    | полковник Пак                              |
| Чо Джин Вун   | повар                                      |
| Ким Сон Бом   | Чхве Иль Бен                               |
| Пак Вон Сан   |                                            |
| Чхве Гю Хван  | лейтенант Бан                              |
| Мун Дже Вон   | Ким                                        |
| Ли Чжон Хон   | врач                                       |
| Чо Хен Чже    | лейтенант Ю Чжон Ву / капрал Квон Чжон Мин |
| Пак Чжун Хёк  | капитан-лейтенант Ю Чжон                   |

## Съёмочная группа
- Режиссёр: Кон Су Чхан
- Сценарист: Кон Су Чхан
- Оператор: Ким Сон Хван
- Композитор: Чхве Сын Хён

## Критика
Brian W. Collins написал ревью на картину.

## Номинации
- Большой колокол — номинация (2008)[4]